# Michael Radix
Michael Radix (* 1957) ist ein deutscher Fernsehjournalist.
Nach seinem Studium der Politik und Germanistik erlangte er das Staatsexamen und den Magisterabschluss. Danach war er von 1985 bis 1988 als freier Autor und Fernsehjournalist tätig.
Seit 1988 arbeitet er beim WDR Fernsehen, von 1989 bis 1991 als Redaktionsleiter des politischen Fernsehmagazins ZAK und von 1991 bis 1994 als Leiter der Fernsehredaktionsgruppe Zeitgeschehen Aktuell und verantwortlicher Redakteur für den ARD-Brennpunkt und Sondersendungen.
1992 erhielt er einen Lehrauftrag an der Heinrich-Heine-Universität Düsseldorf.
Von 1993 bis 1994 war er kommissarischer Leiter der ARD Tagesschau/Tagesthemen Nordrhein-Westfalen. Danach war er von 1994 bis 2002 in der Chefredaktion Fernsehen für Sonderprojekte und Auslandsproduktionen verantwortlich. Von 2002 bis 2003 war er Auslandskorrespondent im Fernsehstudio Brüssel.
Michael Radix ist seit 2000 Leiter des WDR Europaforums, einer seit 1997 jährlich stattfindenden Veranstaltung mit Vertretern aus Politik, Wirtschaft und den Medien. Von 2003 an war er Geschäftsführer der Civis Medienstiftung für Integration und kulturelle Vielfalt. Inzwischen ist er im Ruhestand.